# Обща криза
Общата криза (на английски: The General Crisis и на френски: Crise générale) е понятие, използвано от някои историци, за да опише периода на широко разпростиращите се военни конфликти и всеобща нестабилност, които се появяват от началото на XVII век и продължават до началото на XVIII век в Европа и в новата история на света като цяло. 
Концепцията е изключително дискусионна и по нея като цяло няма консенсус между историците.
Времевите темели между които се простира общата криза са между Дългата война и Тридесетгодишната война и Войната за испанското наследство. Това време се характеризира с инфлация, демографски спад и климатични изменения с голяма амплитуда, а именно Малък ледников период.